# Epiphragma muscicola
Epiphragma muscicola är en tvåvingeart som beskrevs av Alexander 1943. Epiphragma muscicola ingår i släktet Epiphragma och familjen småharkrankar.
Artens utbredningsområde är Peru. Inga underarter finns listade i Catalogue of Life.